# Sambreville
Sambreville (valonă Sambveye) este o comună francofonă din regiunea Valonia din Belgia. Comuna Sambreville este formată din localitățile Arsimont, Auvelais, Falisolle, Keumiée, Moignelée, Tamines și Velaine-sur-Sambre. Suprafața sa totală este de 34,20 km². La 1 ianuarie 2008 comuna avea o populație totală de 27.170 locuitori. 

## Localități înfrățite
- Italia: San Pietro al Natisone.

1. ↑  GeoNames, accesat în 9 iulie 2017